# Jakovlev Jak-1
De Jakovlev Jak-1 (Russisch: Яковлев Як-1) was een eenmotorig jachtvliegtuig in gebruik bij de Sovjet-Unie tijdens de Tweede Wereldoorlog. Het werd voor het eerst ingezet in 1940. Het was een eenzits eendekker met een samengestelde structuur van hout overtrokken met stof.
De Jak-1 was een snel en wendbaar toestel. Het was het eerste toestel dat ervoor zorgde dat de Sovjet-luchtmacht zich kon meten met de Duitse Luftwaffe. Het type werd aangedreven door een Klimov M-105PF V-12 watergekoelde motor van 1100 pk. De bewapening bestond standaard uit één 20 mm SjVAK kanon en één 12,7 mm Berezin UBS machinegeweer. Er zijn in totaal ongeveer 8700 Jak-1’s geproduceerd. De afgeleiden van de Jak-1, de Jak-3, Jak-7 en Jak-9, zorgden ervoor dat er uiteindelijk meer dan 36000 toestellen gebouwd werden uit de serie gebaseerd op de Jak-1.

## Ontwikkeling
De Jak-1 is ontwikkeld als ontwerp van het Jakovlev-bureau. In 1938 wilde de regering van de Sovjet-Unie een nieuw jachtvliegtuig dat bijna geheel bestond uit hout, voor makkelijk onderhoud, makkelijke reparatie en - als belangrijkste punt - massaproductie. Het originele ontwerp, de Ja-26 ‘Krasavec’, vloog voor het eerst in Maart 1939. Toen het type in productie genomen werd, werd het toestel hernoemd naar ‘I-26’. Later werd echter gekozen voor het meer gebruikelijke Jak-1. De indiensttreding van de Jak-1 zette het Jakovlev bureau op de kaart voor meerdere tientallen jaren. Na jaren kon de Sovjet-Unie zich eindelijk meten met de Duitse Messerschmitt Bf 109 en Focke-Wulf Fw 190.

## Varianten
- I-26
  - Het allereerste prototype van de Jak-1. Het toestel had een gemixte opbouw van stalen buizen en hout. Het prototype zou de basis worden voor alle propeller-aangedreven vliegtuigen van Jakovlev.

- Jak-1
  - Het originele toestel.

- Jak-1B
  - Dit was een verdere ontwikkeling van het toestel, waarbij betere bepantsering, een intrekbaar staartwiel, een verbeterde cockpitkap en verbeteringen aan motor en bewapening doorgevoerd werden. Het toestel vloog voor het eerst in juni 1942. 4188 werden gebouwd.

- Jak-1M
  - Dit was een experimentele variant, met verbeterd zicht, krachtigere motoren, kleinere vleugeloppervlakken en andere verbeteringen. Twee ervan werden gebouwd. Dit toestel zou in 1943 de basis vormen voor de Jak-3.

- I-28
  - Dit prototype was bedoeld als de Jak-5 onderscheppingsvliegtuig. Het toestel werd echter nooit gebouwd en de verbeteringen werden gebruikt voor de opkomende Jak-5 en Jak-7.

- I-30
  - Dit was een Jak-1 helemaal van metaal. Het werd nooit geproduceerd.

## Specificaties (Jak-1B)

### Algemene specificaties
- Bemanning: 1
- Spanwijdte: 10,00 m
- Lengte: 8,50 m
- Hoogte: 2,64 m
- Vleugeloppervlakte: 17,20 m²
- Leeggewicht: 2394 kg
- Startgewicht: 2883 kg
- Aandrijving: 1 x watergekoelde Klimov M-105P V12 met een vermogen van 1100 pk

### Prestaties
- Maximale snelheid: 592 km/h
- Actieradius: 700 km
- Dienstplafond: 10505 m
- Klimsnelheid: 15,4 m/s

### Bewapening
- Boordgeschut:
  - 1 x 20 mm SjVAK snelvuurkanon in de propellerbuis en
  - 1 x 12,7 Berezin UBS machinegeweer of 2 x 7,62 mm machinegeweren
- Bommen: tot 200 kg aan bommenlast aan twee ophangpunten